# Spilarctia hampsoni
Spilarctia hampsoni là một loài bướm đêm thuộc phân họ Arctiinae, họ Erebidae.